# Список запусков ракеты-носителя Starship

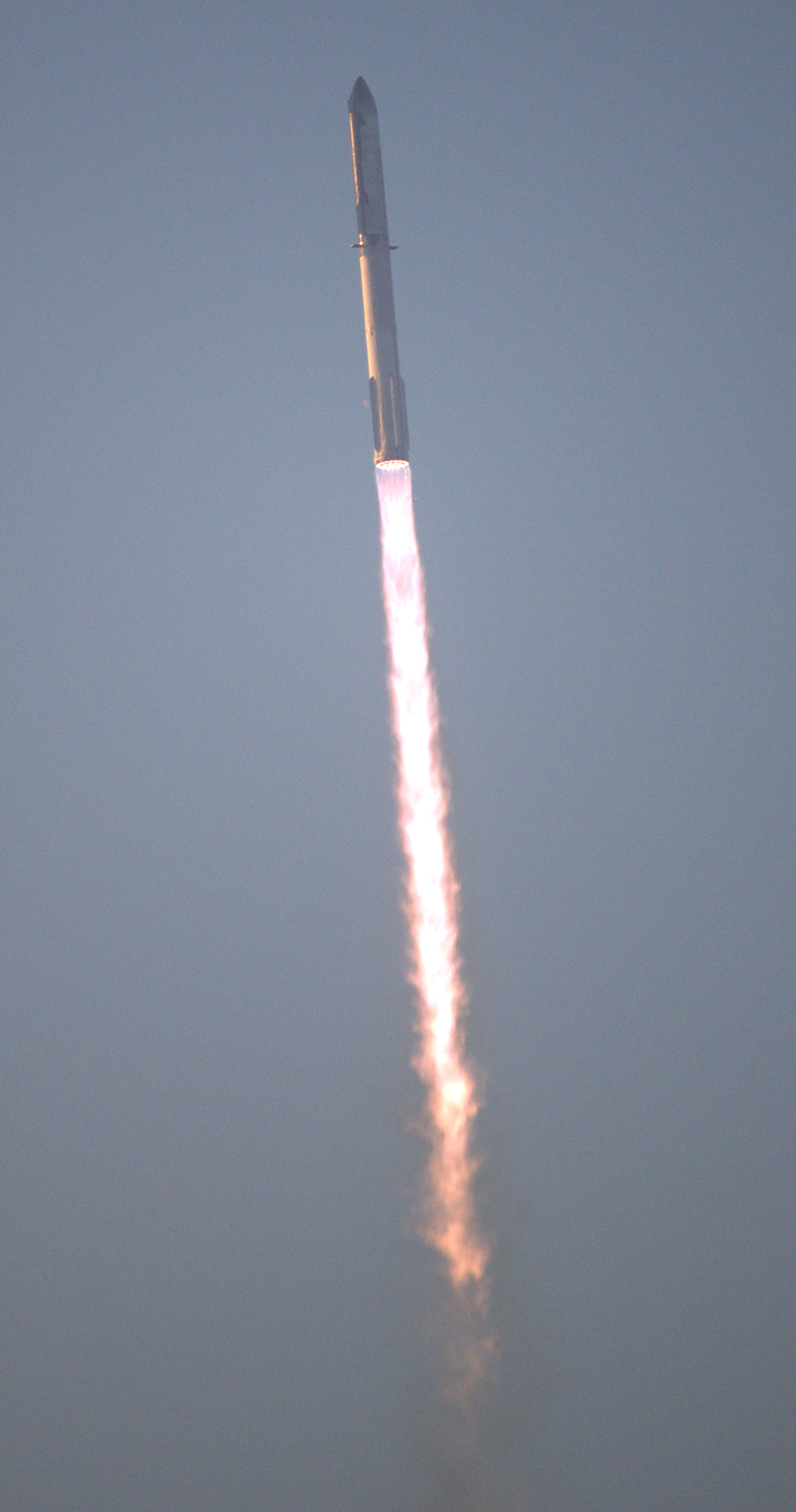
Второй совместный испытательный полёт Starship

Начиная с 2023 года было произведено 7 запусков ракеты-носителя Starship в полной конфигурации. Помимо этого, в 2019—2021 годах было произведено 11 испытательных атмосферных полётов второй ступени ракеты — космического корабля Starship.
Starship —  полностью многоразовая двухступенчатая сверхтяжёлая ракета-носитель. Космический корабль Starship предназначен для использования в качестве второй ступени для достижения орбитальной скорости при запусках с Земли, а также, в конечном итоге, для использования в открытом космосе в качестве орбитального космического корабля длительного использования. Он предназначен для доставки людей на Марс и далее в Солнечную систему.

## Испытательные полёты корабля (2019—2021)
| № | Дата и время (UTC) | Прототип   | Пусковая площадка                           | Максимальная высота | Длительность        | Результат запуска | Результат посадки |
| - | --- | ---------- | ------------------------------------------- | ------------------- | ------------------- | ----------------- | ----------------- |
| - | 3 апреля 2019 | Starhopper | Starbase, Суборбитальный стартовый комплекс | <0.3 м              | ~3 секунды          | Успех             | Успех             |
| - | Первый прожиг Starhopper'а и первый привязной прыжок (по словам Маска). Двигатель работал несколько секунд, и прототип был привязан к земле. Starhopper, возможно, оторвался от земли, но только на очень небольшую высоту, и на общедоступных видеозаписях испытания не было возможности увидеть этот отрывок. |            |                                             |                     |                     |                   |                   |
| - | 5 апреля 2019 | Starhopper | Starbase, Суборбитальный стартовый комплекс | 1 м                 | ~5 секунд           | Успех             | Успех             |
| - | Второй привязной прыжок, достигший пределов привязи. Использовался один двигатель Raptor SN2. |            |                                             |                     |                     |                   |                   |
| 1 | 25 июля 2019 | Starhopper | Starbase, Суборбитальный стартовый комплекс | 20 м                | ~22 секунды         | Успех             | Успех             |
| 1 | Первый свободный (непривязной) прыжок. Использовался один двигатель Raptor SN6. |            |                                             |                     |                     |                   |                   |
| 2 | 27 августа 2019, 22:00 | Starhopper | Starbase, Суборбитальный стартовый комплекс | 150 м               | ~1 минута           | Успех             | Успех             |
| 2 | Starhopper взлетел на 150 метров и приземлился примерно в 100 метрах от точки старта. Использовался один двигатель Raptor SN6. |            |                                             |                     |                     |                   |                   |
| 3 | 4 августа 2020, 23:57 | SN5        | Starbase, Suborbital Pad A                  | 150 м               | ~45 секунд          | Успех             | Успех             |
| 3 | Второй прыжок на 150 метров и первый прыжок полноценного прототипа Starship. Использовался один двигатель Raptor SN27 и имитатор массы вместо обтекателя. |            |                                             |                     |                     |                   |                   |
| 4 | 3 сентября 2020, 17:47 | SN6        | Starbase, Suborbital Pad A                  | 150 м               | ~45 секунд          | Успех             | Успех             |
| 4 | Третий прыжок на 150 метров и второй прыжок полноценного прототипа Starship. Использовался один двигатель Raptor SN29 и имитатор массы вместо обтекателя. |            |                                             |                     |                     |                   |                   |
| 5 | 9 декабря 2020, 22:45 | SN8        | Starbase, Suborbital Pad A                  | 12.5 км             | 6 минут, 42 секунды | Успех             | Неудача           |
| 5 | Первые лётные испытания на большой высоте. На прототип было установлено 3 двигателя Raptor. После успешного старта и последовательного отключения двигателей корабль перешёл в горизонтальное положение и начал управляемый спуск. Через 6 минут 32 секунды после старта корабль повторно запустил 2 двигателя, заправленные топливом из посадочных баков, и переориентировался в вертикальное положение, но внезапная потеря давления в метановом баке, вызванная манёвром переворота, уменьшила подачу топлива и тягу, что привело к жёсткой посадке и взрыву. |            |                                             |                     |                     |                   |                   |
| 6 | 2 февраля 2021, 20:25 | SN9        | Starbase, Suborbital Pad B                  | 10 км               | 6 минут, 26 секунд  | Успех             | Неудача           |
| 6 | Испытания проходили по схожей с SN8 схеме. При посадке один из двигателей не смог запуститься, из-за чего SN9 перевернулся, ударился о посадочную площадку и взорвался. |            |                                             |                     |                     |                   |                   |
| 7 | 3 марта 2021, 23:15 | SN10       | Starbase, Suborbital Pad A                  | 10 км               | 6 минут, 24 секунды | Успех             | Частичный успех   |
| 7 | Первая часть полёта повторяла испытания SN8 и SN9. Для повышения надёжности манёвр разворота в вертикальное положение выполнялся с использованием трёх двигателей. После успешного переворота два двигателя отключили, и корабль, тормозя одним двигателем, совершил жёсткую посадку с небольшим наклоном после приземления. У основания ракеты начался пожар, и через 8 минут после посадки SN10 взорвался. |            |                                             |                     |                     |                   |                   |
| 8 | 30 марта 2021, 13:00 | SN11       | Starbase, Suborbital Pad B                  | 10 км               | 5 минут, 49 секунд  | Успех             | Неудача           |
| 8 | Полёт проходил в условиях сильного тумана. Во время набора высоты в одном из двигателей SN11 возникло возгорание. Сразу после того, как неисправный двигатель был повторно запущен для посадочного манёвра, связь с прототипом была потеряна. В тот же момент прозвучал взрыв, а с неба начали падать обломки. |            |                                             |                     |                     |                   |                   |
| 9 | 5 мая 2021, 22:24 | SN15       | Starbase, Suborbital Pad A                  | 10 км               | 5 минут, 59 секунд  | Успех             | Успех             |
| 9 | Полностью успешный запуск и посадка. Переворот в вертикальное положение и посадка в этот раз производились с помощью двух двигателей Raptor. |            |                                             |                     |                     |                   |                   |

## Список запусков
| № | Дата и время (UTC) | Ускоритель | Корабль      | Пусковая площадка | Полезная нагрузка             | Орбита/назначение  | Заказчик             | Результат запуска | Посадка ускорителя                                | Посадка корабля     |
| --- | --- | ---------- | ------------ | ----------------- | ----------------------------- | ------------------ | -------------------- | ----------------- | ------------------------------------------------- | ------------------- |
| 1 | 20 апреля 2023, 13:33:09 | v1, B7     | v1, S24      | Starbase, OLP‑A   | —                             | ТАО                | SpaceX               | Неудача           | Исключена (на воду)                               | Исключена (на воду) |
| 1 | Первый совместный испытательный полёт (англ. Integrated flight test, сокр. IFT) стал первым полётом всей системы Starship, состоящей из ускорителя Super Heavy и установленного на него корабля Starship. Согласно плану полёта ускоритель должен был совершить мягкую посадку на воду в районе Мексиканского залива, а корабль — после выхода на трансатмосферную орбиту и входа в атмосферу жёсткую посадку в Тихом океане в 100 километрах от острова Кауаи. После успешного отрыва от стартового стола и достижения высоты 39 километров ракета была уничтожена дистанционной командой на принудительный подрыв после входа в неконтролируемое вращение, потери связи с первой ступенью, многочисленными отказами двигателей, утечкой топлива и пожаром в двигательном отсеке.          |            |              |                   |                               |                    |                      |                   |                                                   |                     |
| 2 | 18 ноября 2023, 13:02:50 | v1, B9     | v1, S25      | Starbase, OLP‑A   | —                             | ТАО                | SpaceX               | Неудача           | Неудача (на воду)                                 | Исключена (на воду) |
| 2 | Профиль второго совместного испытательного полёта Starship был аналогичен профилю первого полёта с добавлением новой технологии «горячего» разделения ступеней. Все 33 двигателя первой ступени работали в штатном режиме. Разделение ступеней произошло на высоте 70 км на 2 минуте 45 секунде полётного времени. Во время выполнения манёвра первой ступени по изменению направления своего движения на противоположное (Boostback Burn) несколько двигателей начали отключаться из-за засорения фильтра. Один из двигателей взорвался, что привело к потере первой ступени. Корабль достиг высоты 148 километров, после чего был подорван системой прекращения полёта из-за возникшей утечки, вызвавшей возгорание.                                                                      |            |              |                   |                               |                    |                      |                   |                                                   |                     |
| 3 | 14 марта 2024, 13:25:00 | v1, B10    | v1, S28      | Starbase, OLP‑A   | —                             | Суборбитальная     | SpaceX               | Успех             | Неудача (на воду)                                 | Неудача (на воду)   |
| 3 | Траектория третьего испытательного полёта была изменена. Приводнение корабля планировалось в Индийском океане через час и четыре минуты после старта. Был выполнен успешный старт системы. «Горячее» разделение первой ступени и корабля прошло успешно. Первая ступень разрушилась на высоте 462 метра над океаном. Корабль вышел на суборбитальную траекторию с апогеем 234 км и перигеем -50 км. Запланированный перезапуск двигателей, который мог бы привести к выходу на перигей в 50 км и трансатмосферную околоземную орбиту, был отменён. В космосе были проведены успешные испытания системы перекачки топлива и люка полезной нагрузки. При входе в атмосферу, на высоте около 75 км связь прервалась; корабль впал в неконтролируемое вращение по продольной оси и был потерян. |            |              |                   |                               |                    |                      |                   |                                                   |                     |
| 4 | 6 июня 2024, 12:50:00 | v1, B11    | v1, S29      | Starbase, OLP‑A   | —                             | Суборбитальная     | SpaceX               | Успех             | Успех (на воду)                                   | Успех (на воду)     |
| 4 | Четвёртый испытательный полёт проходил по той же траектории, что и третий. Повторный запуск двигателей с космосе не планировался, однако корабль произвёл повторное зажигание двигателей в атмосфере для выполнения посадочного манёвра. В ходе испытания корабль вышел на суборбитальную траекторию. Первой ступени удалось совершить мягкое приводнение в Мексиканском заливе, второй ступени — в Индийском океане. |            |              |                   |                               |                    |                      |                   |                                                   |                     |
| 5 | 13 октября 2024, 12:25:00 | v1, B12    | v1, S30      | Starbase, OLP‑A   | —                             | Суборбитальная     | SpaceX               | Успех             | Успех                                             | Успех (на воду)     |
| 5 | 13 октября 2024 года ракета успешна стартовала и прошла этап разделения ступеней. Первая ступень Super Heavy успешно приземлилась на стартовую площадку и была поймана манипуляторами Mechazilla. S30 вышел на траекторию, совершив мягкое приводнение в Индийском океане через 1 час 6 минут после старта. |            |              |                   |                               |                    |                      |                   |                                                   |                     |
| 6 | 19 ноября 2024, 22:00:00 | v1, B13    | v1, S31      | Starbase, OLP‑A   | Банан (мягкая игрушка)        | ТАО                | SpaceX               | Успех             | Частичный успех (на воду, планировалась на землю) | Успех (на воду)     |
| 6 | В рамках шестого полёта впервые состоялось повторное включение двигателя Raptor в космосе. Посадка первой ступени на землю была отменена из-за повреждений стартовой башни во время старта. Первой полезной нагрузкой для Starship стал игрушечный банан, служивший в качестве индикатора невесомости и находившийся на борту на протяжении всего полёта. |            |              |                   |                               |                    |                      |                   |                                                   |                     |
| 7 | 16 января 2025, 22:37:00 | v1, B14    | v2, S33      | Starbase          | 10 макетов спутников Starlink | ТАО                | SpaceX               | Неудача           | Успех                                             | Исключена (на воду) |
| 7 | Седьмой испытательный полёт ракеты-носителя и первый полёт второй версии корабля, несмотря на успешное приземление первой ступени, окончился взрывом второй ступени через некоторое время после преждевременного отключения двигателей. В рамках полёта планировалось провести пробное развёртывание макетов спутников Starlink. |            |              |                   |                               |                    |                      |                   |                                                   |                     |
| 8 | 6 марта 2025 | v1, B15    | v2, S34      | Starbase          | 4 макета спутников Starlink   | ТАО                | SpaceX               | Неудача           | Успех                                             | Неудача             |
| 8 | Восьмой испытательный полёт Starship должен был состояться 4 марта, однако был отменён за 40 секунд до запуска из-за технической проблемы. Запуск состоялся 6 марта. Корабль взорвался над Карибским морем примерно через 10 минут после начала старта с космодрома на юге Техаса, за 20 секунд до окончания времени подъёма. Ракета-носитель Super Heavy успешно вернулась на стартовый комплекс. Из-за угрозы падения обломков FAA ввело временные ограничения на полёты в нескольких аэропортах Флориды: в Майами, Орландо, Палм-Бич и Форт-Лодердейл. |            |              |                   |                               |                    |                      |                   |                                                   |                     |
| Планируемые запуски | |            |              |                   |                               |                    |                      |                   |                                                   |                     |
| | 2025 год | Неизвестно | Starship HLS | Неизвестно        | HLS Demo                      | Луна               | НАСА                 |                   |                                                   |                     |
| Демонстрационная миссия НАСА для испытания Starship HLS перед миссией Артемида-3, анонсированная в апреле 2021 года. | |            |              |                   |                               |                    |                      |                   |                                                   |                     |
| | сентябрь 2026 | Неизвестно | Starship HLS | Неизвестно        | Артемида-3                    | Луна               | НАСА                 |                   |                                                   |                     |
| Артемида-3 — миссия по высадке астронавтов на Луну в рамках программы НАСА Артемида. Starship в модификации HLS будет использоваться в качестве лунного посадочного аппарата. Дата зависит от многих непредвиденных обстоятельств, связанных как с программой Артемида, так и с разработкой Starship. | |            |              |                   |                               |                    |                      |                   |                                                   |                     |
| | 2026 год | Неизвестно | Starship HLS | Неизвестно        | Astrolab FLEX                 | Луна               | Astrolab             |                   |                                                   |                     |
| Луноход с 1000 кг коммерческой полезной нагрузки. Вероятно будет частью совмещённой миссии. | |            |              |                   |                               |                    |                      |                   |                                                   |                     |
| | 2026 год | Неизвестно | Неизвестно   | Неизвестно        | Грузовая миссия на Марс       | Марс               | SpaceX               |                   |                                                   |                     |
| По состоянию на октябрь 2023 года самым ранним сроком первой миссии Starship на Марс являлся 2026 год. | |            |              |                   |                               |                    |                      |                   |                                                   |                     |
| | 2027 год | Неизвестно | Неизвестно   | Неизвестно        | Superbird-9                   | ГПО                | SKY Perfect JSAT     |                   |                                                   |                     |
| Superbird-9 будет геостационарным спутником связи, эксплуатируемым SKY Perfect JSAT и спроектированным и изготовленным Airbus Defence and Space. | |            |              |                   |                               |                    |                      |                   |                                                   |                     |
| | сентябрь 2028 | Неизвестно | Starship HLS | Неизвестно        | Артемида-4                    | Луна               | НАСА                 |                   |                                                   |                     |
| 15 ноября 2022 года НАСА заключило с SpaceX новую модификацию контракта на дальнейшую разработку Starship HLS. В отличие от Артемида-3, в рамках миссии Артемида-4 перед посадкой на Луну корабль состыкуется с лунной орбитальной станцией Gateway.                                                  | |            |              |                   |                               |                    |                      |                   |                                                   |                     |
| | 2028 год | Неизвестно | Неизвестно   | Неизвестно        | Starlab                       | НОО                | Voyager Space/Airbus |                   |                                                   |                     |
| Starship был выбран для запуска космической станции Starlab на низкую околоземную орбиту перед выводом из эксплуатации МКС. | |            |              |                   |                               |                    |                      |                   |                                                   |                     |
| | 2029 год | Неизвестно | Неизвестно   | Неизвестно        | Пилотируемый полёт на Марс    | Марс               | SpaceX               |                   |                                                   |                     |
| По состоянию на март 2022 года самым ранним сроком первой пилотируемой миссии Starship на Марс являлся 2029 год. | |            |              |                   |                               |                    |                      |                   |                                                   |                     |
| | Неизвестно | Неизвестно | Неизвестно   | Неизвестно        | Polaris III                   | Неизвестно         | Polaris              |                   |                                                   |                     |
| По словам Джареда Айзекмана, миссия будет последним полётом по программе Polaris и первым пилотируемым полётом Starship. | |            |              |                   |                               |                    |                      |                   |                                                   |                     |
| | Неизвестно | Неизвестно | Неизвестно   | Неизвестно        | Космический туризм            | Окололунная орбита | SpaceX               |                   |                                                   |                     |
| В 2022 году было объявлено о проведении туристической миссии с облётом Луны. Одним из пассажиров станет Деннис Тито, ставший в 2001 году первым в истории космическим туристом. | |            |              |                   |                               |                    |                      |                   |                                                   |                     |